# Drgania samowzbudne
Drgania samowzbudne, oscylacje samowzbudne – drgania układu podtrzymywanego przez energię przekazywaną ze źródła do układu przy pomocy mechanizmu regulującego tak, że układ drgający sam dozuje sobie energię, która pokrywa straty (występuje więc sprzężenie zwrotne).

Schemat układu samowzbudnego

Układem samowzbudnym nazywa się układ niezachowawczy, który ma taką własność, że może wykonywać niezanikający ruch okresowy. W układzie samowzbudnym wydzielić można następujące części (zob. rysunek obok):
- element drgający (V),
- stałe w czasie źródło energii (S),
- urządzenie (R), które reguluje ilość doprowadzonej energii z jej źródła,
- sprzężenie zwrotne (B) istniejące pomiędzy elementem drgającym (V) a urządzeniem (R), które reguluje dopływ energii (działa ono często w sposób ukryty).

W drganiach samowzbudnych amplituda i częstość drgań określone są przez parametry samego układu (nie zależą więc od warunków początkowych). Charakterystyczną cechą układu samowzbudnego jest uzupełnianie utraconej energii. Pod tym względem różnią się one od tłumionych drgań swobodnych, które zależą od warunków początkowych i od drgań wymuszonych zmienną siłą okresową, które zależą od siły wymuszającej.
Pewnym rodzajem drgań samowzbudnych są drgania relaksacyjne. Przy takich drganiach występuje opóźnienie pomiędzy gromadzeniem energii potencjalnej i jej przekształceniem w kinetyczną (jest to tak zwany czas relaksacji). Po czasie relaksacji nagromadzona energia całkowicie się rozprasza i proces napełniania od stale działającego źródła rozpoczyna się na nowo.

## Podstawy matematyczne
Oscylacje samowzbudne są logiczną konsekwencją układów, które opisuje się jako układy zamknięte z opóźnionymi w czasie równaniami różniczkowymi. Przykładowo, gdy zmiana zmiennej N powodowana jest przez zmianę zmiennej N+1, ale dopiero po pewnej zwłoce czasowej, zmiana zmiennej N+1 powodowana jest przez zmianę zmiennej N+2, ale dopiero po pewnej zwłoce czasowej, …, zmiana zmiennej N powodowana jest przez zmianę zmiennej N+x, ale dopiero po pewnej zwłoce czasowej.
W matematyce, na polu równań różniczkowych zwyczajnych, nietrywialne rozwiązanie równania różniczkowego zwyczajnego:
{\displaystyle F(x,y,y',\ \dots ,\ y^{(n-1)})=y^{(n)}\quad x\in [0,+\infty )}
nazywa się oscylującym, jeśli posiada nieskończoną ilość pierwiastków funkcji, w przeciwnym przypadku nazywa się nieoscylującym. Równanie różniczkowe nazywa się oscylującym, jeśli ma oscylujące rozwiązanie. Ilość pierwiastków także niesie z sobą informację o widmie związanym z zagadnieniami brzegowymi.

## Przykłady z inżynierii

Oscylacje dzwoniące kół pojazdów szynowych.

Oscylacje dzwoniące (ang. hunting oscillation) kół w transporcie szynowym i drgania Shimmy opon w transporcie samochodowym mogą powodować niekomfortową chybotliwość, która w ekstremalnych przypadkach może nawet doprowadzić do wykolejenia pociągu lub spowodować utratę przyczepności samochodu. 
Podobny przykład to drgania samowzbudne wywołane sterowaniem pojazdu tak, że korekty kursu są opóźnione co zdarza się zarówno przy kierowaniu lekkim samolotem przy silnym wietrze, jak i przy kierowaniu samochodem, gdy kierujący jest niedoświadczony lub pijany. 
Inne przykłady to wahadło mechanizmu zegarowego, drgania struny instrumentów smyczkowych, powietrza w instrumentach dętych, drgania typu flatter, które powstają przy działaniu sił aerodynamicznych, drgania noża w obróbce skrawaniem, dzwonek elektryczny, galopowanie przewodów w sieci elektrycznej. Powszechnie spotykane i ważne przypadki drgań samowzbudnych wiążą się też z występowaniem tarcia suchego, gdy tarcie spoczynkowe jest większe od tarcia ruchowego.